# Faucon crécerellette
Falco naumanni
Espèce
Répartition géographique
- Nidification
- Présence rare en permanence
- Migration hivernale

Statut de conservation UICN

 LC  : Préoccupation mineure
Statut CITES
Le Faucon crécerellette (Falco naumanni) ou Crécerelle de Naumann est une espèce de faucons de petite taille, très semblable au Faucon crécerelle mais plus svelte. Elle peut être désignée sous le nom vernaculaire de Crécerine.

## Distribution
La zone de nidification du faucon crécerellette s'étend de la zone méditerranéenne en passant par le Moyen-Orient jusqu'en Mongolie.

## Caractéristiques morphologiques
- Taille : 26 à 33 cm
- Envergure : 61 à 66 cm
- Poids : femelle de 140 à 210 g ; mâle de 90 à 170 g

Il existe un dimorphisme du plumage entre les deux sexes.
- Le mâle a la tête, la nuque, le croupion et la queue gris-bleu. Son manteau est roux et ses rémiges rectrices sont grises et se terminent par une barre noire. Cette barre noire se retrouve également chez la femelle.
- La femelle a un plumage entièrement brun tacheté et barré.

Les jeunes ressemblent à la femelle adulte. Seuls les mâles adultes arborent un plumage coloré participant à la parade nuptiale. Ce plumage coloré défavoriserait les jeunes en les rendant plus facilement repérables par les prédateurs.
La maturité sexuelle et le plumage adulte associé sont acquis à l'âge d'un an.
Le faucon crécerellette diffère très peu du faucon crécerelle. Le plumage du mâle du crécerellette se distingue par la présence d'une bande bleutée sur l'aile et l'absence de taches noires sur le dos. Par contre, les femelles sont très semblables et le critère imparable pour les différencier est la couleur des ongles des serres : noires pour le crécerelle, claires pour le crécerellette.

## Caractéristiques au vol
Le faucon crécerellette comme le faucon crécerelle pratique le vol en « Saint-Esprit ».

## Régime alimentaire
Le faucon crécerellette se nourrit en grande majorité d'insectes mais aussi de petits mammifères. Il peut s'adapter à toutes sortes d'autres proies, notamment celles qui sont les plus abondantes et les plus faciles à attraper sur son territoire. Citons pour exemple : oiseaux, lézards, serpents, grenouilles, vers de terre, poissons et crabes.

## Reproduction

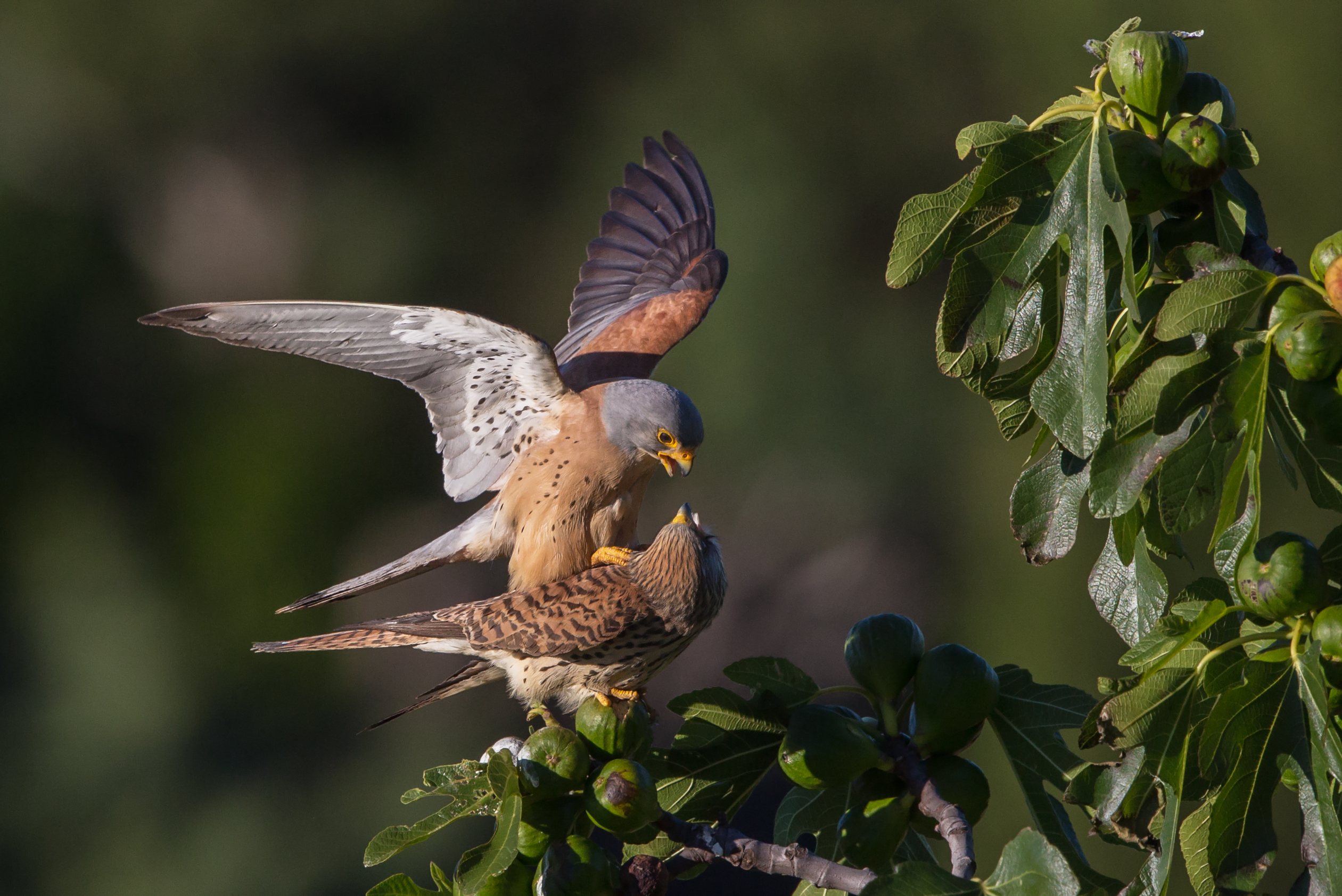
Accouplement de faucons crécerellettes

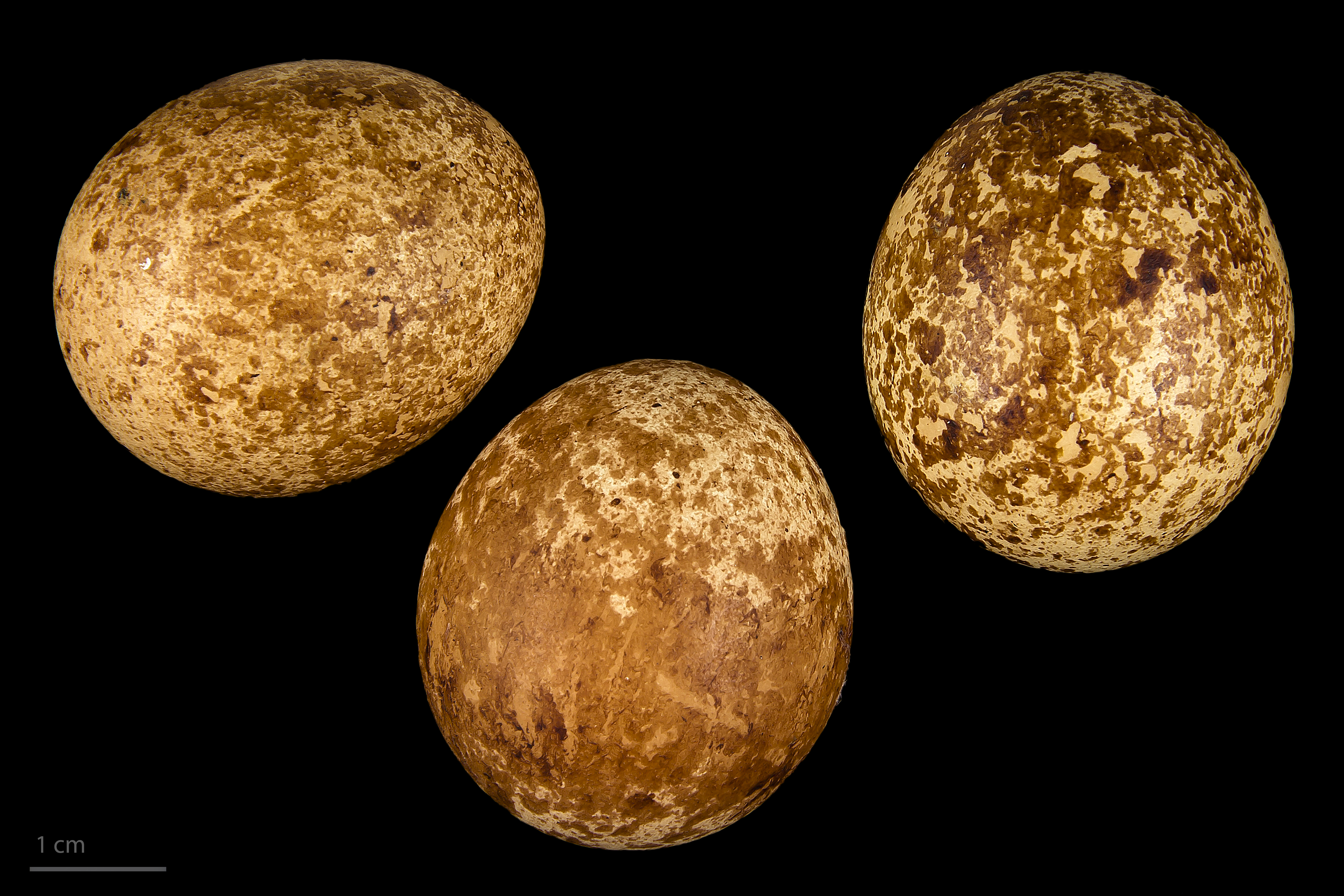
Falco naumanni - MHNT

Comme tous les faucons, le faucon crécerellette ne construit pas de nid. Il utilise pour nicher des anfractuosités existantes dans les falaises, des cavités de bâtiments ou des nichoirs artificiels installés dans d'anciennes bergeries... Il niche en petite colonie. La femelle pond 3 à 5 œufs.

## Migration

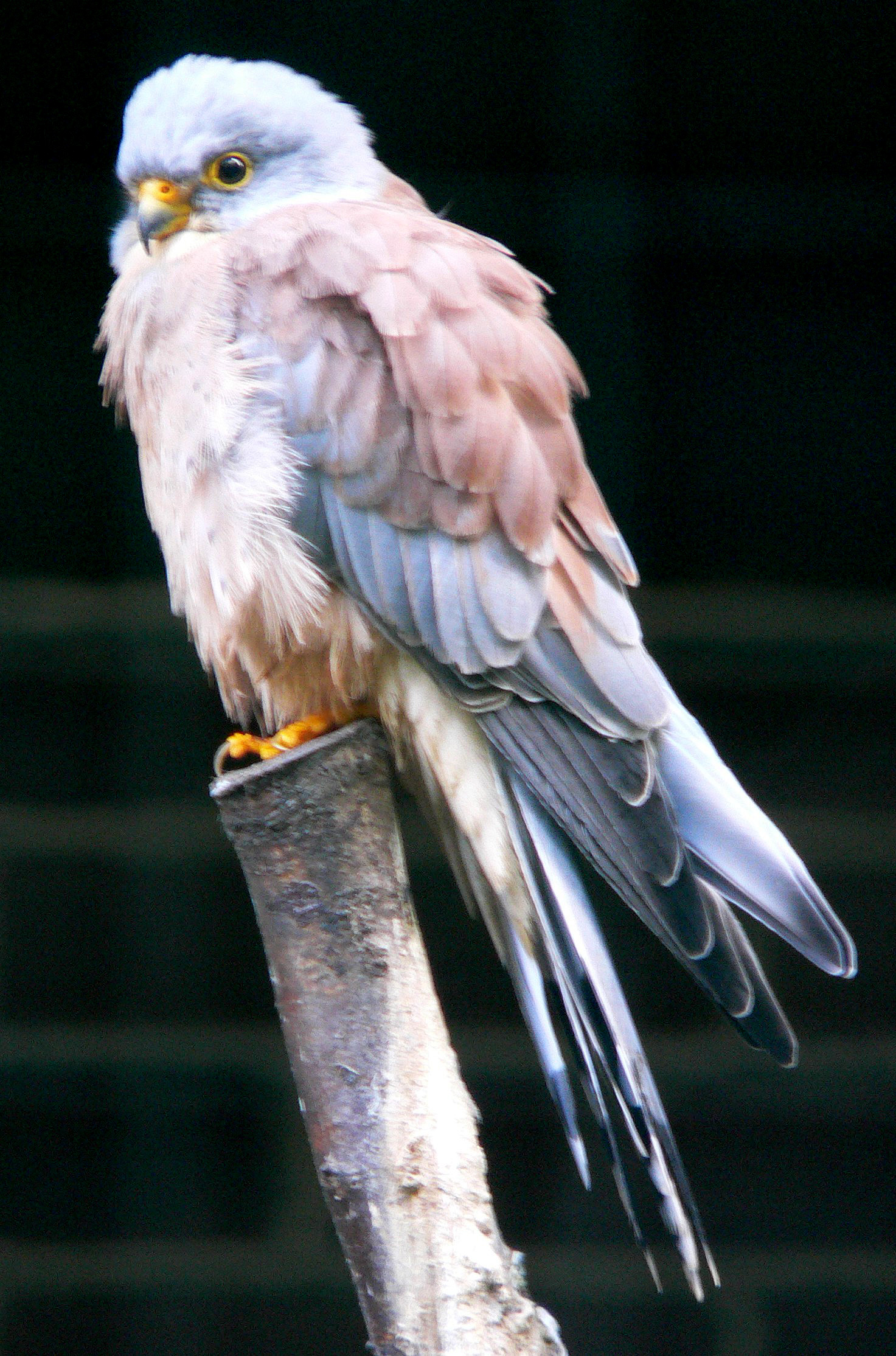
Faucon crécerellette

C'est un oiseau grégaire et migrateur, présent en France de début mars à début octobre.
En France, le noyau de population se trouve dans le département des Bouches-du-Rhône dans la région de la Crau sèche et des Marais du Vigueirat mais l'espèce recolonise depuis les années 2000 d'anciens sites qui avaient été abandonnés dans les années 1970 dans l'Aude et l'Hérault.
Les populations d'Europe orientale, du Moyen-Orient et d'Asie centrale et orientale, hivernent en Afrique australe dans de vastes dortoirs de certaines villes d'Afrique du Sud.
On a longtemps cherché le lieu d'hivernage de la population d'Europe de l'Ouest. Seuls quelques groupes d'au plus quelques centaines d'individus avaient été trouvés au Mali, au Burkina Faso, au Niger ou au Sénégal. Ce n'est qu'en 2007 qu'a été trouvée au Sénégal la principale zone d'hivernage des faucons crécerellettes nichant en Europe occidentale : un dortoir d'environ 28 600 Faucons crécerellettes (plus de la moitié des effectifs des populations d'Europe de l'Ouest et d'Afrique du Nord réunies), accompagnés de 16 000 Elanions naucler (Chelictinia riocourii, ou Naucler d'Afrique), regroupant au total près de 45 000 rapaces insectivores. Les oiseaux y viennent probablement aussi du Maroc, d'Espagne, du Portugal et de France.
(Voir le dortoir, Courte vidéo de la LPO, montrant un rassemblement de 60 000 oiseaux environ au Sénégal. On estime que les seuls crécerellettes consomment à eux-seuls environ 250 millions d'insectes (dont criquet migrateur et près de 90 % de ces rapaces ont disparu des espaces européens selon ce reportage).

## Systématique
L'espèce Falco naumanni a été décrite par le naturaliste allemand Johann Gottlieb Fleischer en 1818.

## Conservation
La LPO coordonne un programme de renforcement de la population française du Faucon crécerellette. Cette action de conservation débutée en 2006 dans le cadre d'un programme européen LIFE Nature a lieu principalement sur le département de l'Aude.
La protection du dortoir principal trouvé en 2007 en Afrique sera un enjeu majeur pour la conservation de l'espèce, accompagné d'un suivi général plus exhaustif.

## Protection
Le Faucon crécerellette bénéficie d'une protection totale sur le territoire français depuis l'arrêté ministériel du 17 avril 1981 relatif aux oiseaux protégés sur l'ensemble du territoire. Il est donc interdit de le détruire, le mutiler, le capturer ou l'enlever, de le perturber intentionnellement ou de le naturaliser, ainsi que de détruire ou enlever les œufs et les nids, et de détruire, altérer ou dégrader son milieu. Qu'il soit vivant ou mort, il est aussi interdit de le transporter, colporter, de l'utiliser, de le détenir, de le vendre ou de l'acheter.